# Amit Mekel
Amit Mekel (nacido Amit Makalda, 20 de febrero de 1980) es un diplomático israelí. Desde octubre de 2024 es embajador de IIsrael en Paraguay.

## Primeros años de vida y educación
Nació con el nombre de Amit Makalda, en la aldea drusa de Daliyat al-Karmel el 20 de febrero de 1980. A los 14 años se mudó a Haifa para estudiar en la escuela secundaria Hugim. Sirvió como paracaidista militar en las Fuerzas de Defensa de Israel durante cinco años y luego se graduó con una licenciatura en diplomacia y estrategia en la Universidad Reichman y una maestría en diplomacia y seguridad en la Universidad de Tel Aviv. Actualmente cursa un doctorado en la Escuela de Posgrado en Administración Peter F. Drucker y Masatoshi Ito de la Claremont Graduate University.

## Carrera diplomática
La primera misión diplomática de Mekel fue como portavoz en la embajada de Israel en El Cairo, seguida por tres años como vicecónsul general en São Paulo, Brasil. Posteriormente se desempeñó como asesor para el proceso de paz en Medio Oriente en la delegación israelí ante la Unión Europea y la OTAN en Bruselas, Bélgica, y luego como subdirector de la División Internacional Europea en Israel.
El primer puesto importante de Mekel fue el de jefe adjunto de misión en el Consulado General de Israel en Los Ángeles, convirtiéndolo en el primer diplomático druso y no judío en ocupar un puesto de alto nivel en representación de Israel en el suroeste del Pacífico. Por su contribución a la socialización y a los derechos humanos en este cargo, recibió un doctorado honoris causa de la Universidad Latina de Teología. En 2024 fue designado Embajador de Israel en Paraguay, y presentó sus cartas credenciales a Santiago Peña, presidente de Paraguay, el 6 de noviembre de 2024.

## Vida personal
Está casado con Keren desde 2010 y es padre de tres hijos. Casado con una mujer judía, decidió criar a sus hijos como judíos, adoptando el apellido Mekel después del nacimiento de su primer hijo. Habla hebreo, árabe, inglés y portugués. En 2024 publicó el libro El viaje a la israelidad ( המסע לישראליות ), que cuenta el viaje de su vida.